# Takaoka
Takaoka (japanisch 高岡市, -shi) ist nach Toyama die zweitgrößte Stadt der Präfektur Toyama auf Honshū, der Hauptinsel von Japan.

## Geographie
Im Westen von Takaoka liegt der Berg Futagami. Der Hauptteil von Takaokas Stadtfläche ist eine ausgedehnte Ebene, die von den Flüssen Oyabe und Sho durchzogen wird. Das Stadtzentrum liegt im Landesinneren und grenzt an die Toyama-Küste im Norden, wo der Fushiki-Hafen liegt.

## Geschichte
Takaoka ist eine alte Burgstadt. Die moderne Stadt Takaoka wurde am 1. April im Jahre 1889 aus mehreren kleineren Städten gegründet.

## Sehenswürdigkeiten
- Ruinen der Burg Takaoka (高岡城)
- Tempel Zuiryū-ji (Takaoka)　(瑞龍寺), ein Nationalschatz Japans

## Verkehr

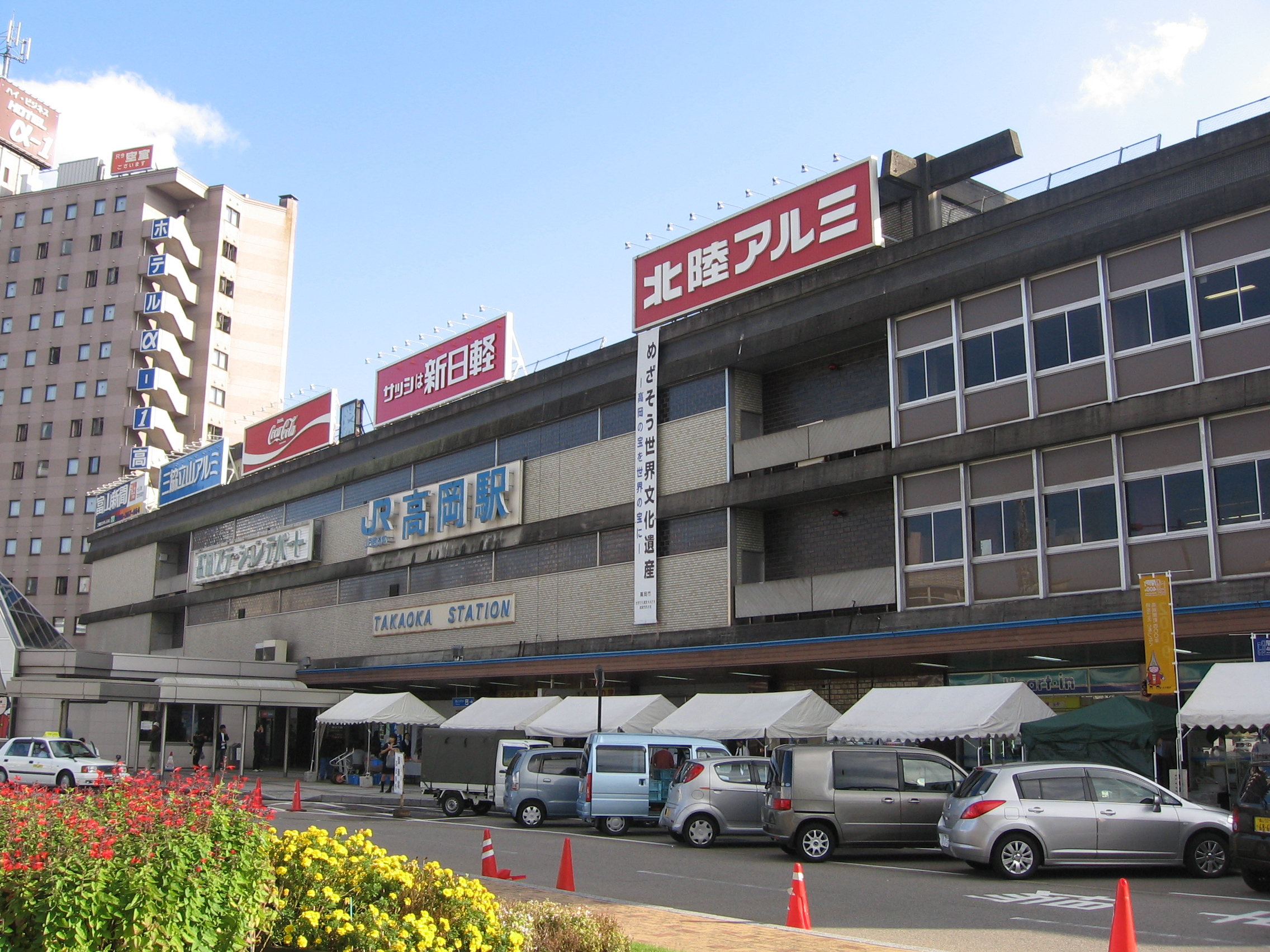
Bahnhof Takaoka

- Wichtige Bahnhöfe:
  - Takaoka
  - Shin-Takaoka
- Fernzüge:
  - JR Hokuriku-Hauptlinie
  - JR Hokuriku-Shinkansen
- Regionalzüge:
  - JR Jōhana-Linie
  - JR Himi-Linie
- Stadtbahn:
  - Man’yōsen Takaoka-Kidō-Linie

- Straße:
  - Nōetsu-Autobahn
  - Nationalstraße 8
  - Nationalstraßen 156, 160, 415

## Söhne und Töchter der Stadt
- Fujimoto Hiroshi, Manga-Zeichner
- Hayashi Tadamasa (1853–1906), Kunsthändler
- Shihoko Ishii (* 1950), Mathematikerin und Hochschullehrerin
- Izumi Matsumoto (1958–2020), Manga-Zeichnerin
- Shinohara Miyohei (1919–2012), Wirtschaftswissenschaftler
- Ken Mizuno (* 1978), Freestyle-Skier
- Yōjirō Takita (* 1955), Filmregisseur
- Yūko Tsuno (* 1966), Manga-Zeichnerin

## Partnerstädte
- Fort Wayne, Vereinigte Staaten, seit 1977
- Jinzhou, Volksrepublik China, seit 1985

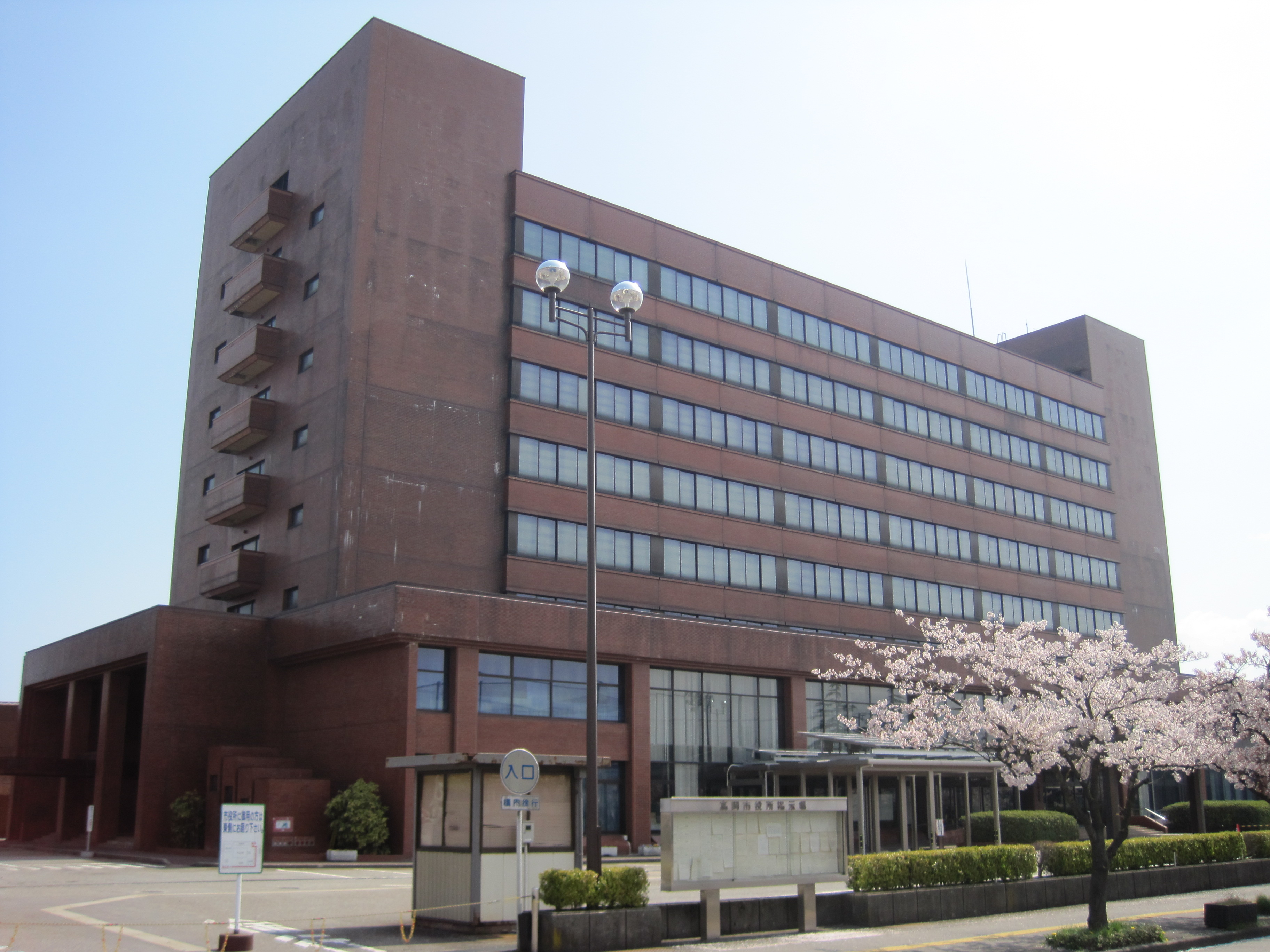
Rathaus

## Angrenzende Städte und Gemeinden
- Präfektur Toyama
  - Himi
  - Oyabe
  - Tonami
  - Imizu
- Präfektur Ishikawa
  - Hōdatsushimizu
  - Tsubata